# 圣克里斯托尔
圣克里斯托尔（法語：Saint-Christol，法語發音：[sɛ̃ kʁistɔl]）是法国普罗旺斯-阿尔卑斯-蓝色海岸大区沃克吕兹省的一个市镇，属于卡庞特拉区。

## 地理
圣克里斯托尔（44°1'43"N, 5°29'32"E）面积46.08 平方千米，位于法国普罗旺斯-阿尔卑斯-蓝色海岸大区沃克吕兹省，该省份为法国东南部内陆省份，北起德龙省，西北接阿尔代什省，西接加尔省，南至罗讷河口省，东南角与瓦尔省接壤，东临上普罗旺斯阿尔卑斯省。
与圣克里斯托尔接壤的市镇（或旧市镇、城区）包括：勒韦斯迪比翁、锡米亚讷拉罗通德、拉加尔德达普特、圣特里尼、索村、维拉尔。

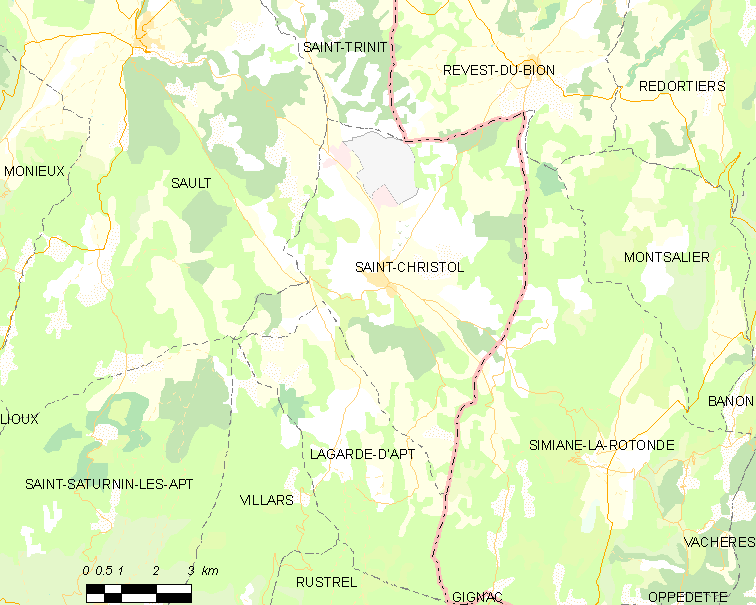
圣克里斯托尔的OSM定位图

圣克里斯托尔的时区为UTC+01:00、UTC+02:00（夏令时）。

## 行政
圣克里斯托尔的邮政编码为84390，INSEE市镇编码为84107。

## 政治
圣克里斯托尔所属的省级选区为佩尔讷莱方丹县。

## 人口

1962-2008年间圣克里斯托尔人口变化图示

圣克里斯托尔于2022年1月1日时的人口数量为1416人。